# ATP St. Pölten 2005 - Qualificazioni singolare
Le qualificazioni del singolare  dell'ATP St. Pölten 2005 sono state un torneo di tennis preliminare per accedere alla fase finale della manifestazione. I vincitori dell'ultimo turno sono entrati di diritto nel tabellone principale. In caso di ritiro di uno o più giocatori aventi diritto a questi sono subentrati i lucky loser, ossia i giocatori che hanno perso nell'ultimo turno ma che avevano una classifica più alta rispetto agli altri partecipanti che avevano comunque perso nel turno finale.
Le qualificazioni del torneo ATP St. Pölten 2005 prevedevano 32 partecipanti di cui 4 sono entrati nel tabellone principale.

## Teste di serie
1. Marcos Baghdatis (primo turno)
2. Björn Phau (ultimo turno)
3. Gilles Simon (ultimo turno)
4. Thierry Ascione (ultimo turno)

1. Alexander Popp (secondo turno)
2. Michal Mertiňák (Qualificato)
3. David Sánchez (Qualificato)
4. Ivo Heuberger (primo turno)

## Qualificati
1. David Sánchez
2. Michal Mertiňák

1. Michael Kohlmann
2. Francisco Fogues-Domenech

## Tabellone

### Legenda
| - Q = Qualificato - WC = Wild card - LL = Lucky loser | - ALT = Alternate - SE = Special Exempt - PR = Protected Ranking | - w/o = Walkover - r = Ritirato - d = Squalificato |

### Sezione 1
|  | Primo turno     | Primo turno      | Primo turno      | Primo turno | Primo turno |  |  | Secondo turno   | Secondo turno   | Secondo turno | Secondo turno | Secondo turno |   |   | Ultimo turno | Ultimo turno | Ultimo turno | Ultimo turno | Ultimo turno |  |
|  |                 |                  |                  |             |             |  |  |                 |                 |               |               |               |   |   |              |              |              |              |              |  |
|  |                 | Jan Hájek        | Jan Hájek        | 7           | 6           |  |  |                 |                 |               |               |               |   |   |              |              |              |              |              |  |
|  | 1               | Marcos Baghdatis | Marcos Baghdatis | 63          | 3           |  |  | Jan Hájek       | Jan Hájek       | 4             | 6             | 6             |   |   |              |              |              |              |              |  |
|  | Thomas Holzmann | Thomas Holzmann  | 4                | 6           | 3           |  |  | Thomas Holzmann | Thomas Holzmann | 6             | 3             | 1             |   |   |              |              |              |              |              |  |
|  | Markus Kanellos | Markus Kanellos  | 6                | 2           | 0r          |  |  |                 |                 |               |               |               |   |   |              | Jan Hájek    | Jan Hájek    | 4            | 2            |  |
|  | Markus Hipfl    | Markus Hipfl     | Markus Hipfl     | 6           | 6           |  |  |                 |                 | 7             | David Sánchez | David Sánchez | 6 | 6 |              |              |              |              |              |  |
|  | Stefan Hirn     | Stefan Hirn      | Stefan Hirn      | 2           | 3           |  |  |                 | Markus Hipfl    | Markus Hipfl  | 1             | 3             |   |   |              |              |              |              |              |  |
|  | 7               | David Sánchez    | David Sánchez    | 7           | 6           |  |  | 7               | David Sánchez   | David Sánchez | 6             | 6             |   |   |              |              |              |              |              |  |
|  |                 | Peter Luczak     | Peter Luczak     | 64          | 3           |  |  |                 |                 |               |               |               |   |   |              |              |              |              |              |  |

### Sezione 2
|  | Primo turno       | Primo turno       | Primo turno       | Primo turno | Primo turno |  |  | Secondo turno | Secondo turno     | Secondo turno     | Secondo turno   | Secondo turno   |   |   | Ultimo turno | Ultimo turno | Ultimo turno | Ultimo turno | Ultimo turno |  |
|  |                   |                   |                   |             |             |  |  |               |                   |                   |                 |                 |   |   |              |              |              |              |              |  |
|  | 2                 | Björn Phau        | Björn Phau        | 6           | 6           |  |  |               |                   |                   |                 |                 |   |   |              |              |              |              |              |  |
|  |                   | Armin Sandbichler | Armin Sandbichler | 0           | 1           |  |  | 2             | Björn Phau        | Björn Phau        | 7               | 6               |   |   |              |              |              |              |              |  |
|  | Ladislav Švarc    | Ladislav Švarc    | 6                 | 0           | 6           |  |  |               | Ladislav Švarc    | Ladislav Švarc    | 64              | 3               |   |   |              |              |              |              |              |  |
|  | Martin Fischer    | Martin Fischer    | 2                 | 6           | 4           |  |  |               |                   |                   |                 |                 |   |   | 2            | Björn Phau   | Björn Phau   | 2            | 0            |  |
|  | Christoph Steiner | Christoph Steiner | Christoph Steiner | 6           | 6           |  |  |               |                   | 6                 | Michal Mertiňák | Michal Mertiňák | 6 | 6 |              |              |              |              |              |  |
|  | Denis Peschek     | Denis Peschek     | Denis Peschek     | 3           | 1           |  |  |               | Christoph Steiner | Christoph Steiner | 2               | 1               |   |   |              |              |              |              |              |  |
|  | 6                 | Michal Mertiňák   | Michal Mertiňák   | 6           | 7           |  |  | 6             | Michal Mertiňák   | Michal Mertiňák   | 6               | 6               |   |   |              |              |              |              |              |  |
|  |                   | Konstantin Gruber | Konstantin Gruber | 2           | 65          |  |  |               |                   |                   |                 |                 |   |   |              |              |              |              |              |  |

### Sezione 3
|  | Primo turno           | Primo turno           | Primo turno          | Primo turno | Primo turno |  |  | Secondo turno | Secondo turno    | Secondo turno | Secondo turno    | Secondo turno |   |   | Ultimo turno | Ultimo turno | Ultimo turno | Ultimo turno | Ultimo turno |  |
|  |                       |                       |                      |             |             |  |  |               |                  |               |                  |               |   |   |              |              |              |              |              |  |
|  | 3                     | Gilles Simon          | Gilles Simon         | 6           | 6           |  |  |               |                  |               |                  |               |   |   |              |              |              |              |              |  |
|  |                       | Jim Thomas            | Jim Thomas           | 1           | 2           |  |  | 3             | Gilles Simon     | Gilles Simon  | 6                | 7             |   |   |              |              |              |              |              |  |
|  | Rick Leach            | Rick Leach            | 4                    | 6           | 6           |  |  |               | Rick Leach       | Rick Leach    | 4                | 5             |   |   |              |              |              |              |              |  |
|  | Christian Kloimullner | Christian Kloimullner | 6                    | 1           | 3           |  |  |               |                  |               |                  |               |   |   | 3            | Gilles Simon | 4            | 6            | 1            |  |
|  | Michael Kohlmann      | Michael Kohlmann      | Michael Kohlmann     | 7           | 6           |  |  |               |                  |               | Michael Kohlmann | 6             | 4 | 6 |              |              |              |              |              |  |
|  | Marc Fornell-Mestres  | Marc Fornell-Mestres  | Marc Fornell-Mestres | 65          | 1           |  |  |               | Michael Kohlmann | 6             | 2                | 6             |   |   |              |              |              |              |              |  |
|  | 5                     | Alexander Popp        | Alexander Popp       | 6           | 6           |  |  | 5             | Alexander Popp   | 3             | 6                | 4             |   |   |              |              |              |              |              |  |
|  |                       | Philipp Oswald        | Philipp Oswald       | 4           | 4           |  |  |               |                  |               |                  |               |   |   |              |              |              |              |              |  |

### Sezione 4
|  | Primo turno               | Primo turno               | Primo turno | Primo turno | Primo turno |  |  | Secondo turno             | Secondo turno             | Secondo turno             | Secondo turno             | Secondo turno |   |   | Ultimo turno | Ultimo turno    | Ultimo turno | Ultimo turno | Ultimo turno |  |
|  |                           |                           |             |             |             |  |  |                           |                           |                           |                           |               |   |   |              |                 |              |              |              |  |
|  | 4                         | Thierry Ascione           | 4           | 7           | 6           |  |  |                           |                           |                           |                           |               |   |   |              |                 |              |              |              |  |
|  |                           | Tomáš Cakl                | 6           | 5           | 3           |  |  | 4                         | Thierry Ascione           | Thierry Ascione           | 6                         | 6             |   |   |              |                 |              |              |              |  |
|  | Tobias Koeck              | Tobias Koeck              | 5           | 7           | 7           |  |  |                           | Tobias Koeck              | Tobias Koeck              | 1                         | 2             |   |   |              |                 |              |              |              |  |
|  | Andis Juška               | Andis Juška               | 7           | 5           | 5           |  |  |                           |                           |                           |                           |               |   |   | 4            | Thierry Ascione | 6            | 1            | 2            |  |
|  | Francisco Fogues-Domenech | Francisco Fogues-Domenech | 6           | 5           | 6           |  |  |                           |                           |                           | Francisco Fogues-Domenech | 4             | 6 | 6 |              |                 |              |              |              |  |
|  | Carlos Cuadrado           | Carlos Cuadrado           | 4           | 7           | 2           |  |  | Francisco Fogues-Domenech | Francisco Fogues-Domenech | Francisco Fogues-Domenech | 6                         | 7             |   |   |              |                 |              |              |              |  |
|  |                           | Julian Knowle             | 6           | 64          | 6           |  |  | Julian Knowle             | Julian Knowle             | Julian Knowle             | 1                         | 5             |   |   |              |                 |              |              |              |  |
|  | 8                         | Ivo Heuberger             | 1           | 7           | 2           |  |  |                           |                           |                           |                           |               |   |   |              |                 |              |              |              |  |